# Dukuhmalang
Dukuhmalang is een bestuurslaag in het regentschap Tegal van de provincie Midden-Java, Indonesië. Dukuhmalang telt 3231 inwoners (volkstelling 2010).